# Ixtlahuaca de Rayón
Ixtlahuaca ist eine Stadt mit gut 30.000 Einwohnern in der etwa 160.000 Einwohner zählenden Gemeinde (municipio) Ixtlahuaca im Zentrum des mexikanischen Bundesstaats México.

## Lage und Klima
Die Stadt Ixtlahuaca liegt etwa 95 km (Fahrtstrecke) westlich von Mexiko-Stadt bzw. ca. 18 km nordwestlich von Toluca in einer Höhe von ca. 2555 m. Das Klima ist meist warm und trocken; Regen (ca. 850 mm/Jahr) fällt ganz überwiegend im Sommerhalbjahr.

## Bevölkerung
| Jahr      | 2000 | 2020 |
| Einwohner | 6805 | 7077 |

Die meisten Einwohner der Kleinstadt sind indianischer Abstammung; auch der Anteil von Mestizen ist relativ hoch. Ein großer Teil der Einwohner der Gemeinde spricht noch den regionalen Mazahua-Dialekt; Umgangssprache in der Stadt ist jedoch meist Spanisch.

## Wirtschaft
In den verstreut liegenden Dörfern des Municipios wurde bis weit ins 20. Jahrhundert hinein hauptsächlich zum Zweck der Selbstversorgung produziert: Auf den Feldern werden Mais, Bohnen, Gemüse und Obst angebaut; auch Viehzucht wird in geringem Umfang betrieben. Inzwischen sind Handel. Handwerk und Dienstleistung die Bereiche mit den meisten Arbeitsplätzen.

## Geschichte
Das Gebiet um Ixtlahuaca war schon in vorspanischer Zeit besiedelt; im 15. Jahrhundert okkupierte das Aztekenreich die Region und machte sie tributpflichtig. Nach der Eroberung Tenochtitlans im Jahr 1521 unternahmen die Spanier Expeditionen ins Umland. Um das Jahr 1525 kamen die ersten Missionare des Franziskanerordens. Während des Mexikanischen Unabhängigkeitskrieges (1810–1821) verhielt sich die Stadt zurückhaltend. Der Rebell (insurgente) Francisco López Rayón wurde hier im Jahr 1816 hingerichtet; im Jahr 1861 wurde sein Nachname dem Stadtnamen hinzugefügt. Erst im Jahr 1992 erhielt die ehemalige Siedlung die vollen Stadtrechte.

## Sehenswürdigkeiten
- Die im Jahr 1711 eingeweihte Kirche San Francisco de Asís (manchmal auch als Catedral Mazahua bezeichnet) ist das bedeutendste Sakralbauwerk der Region. Während ihre Fassade barocke Elemente zeigt, ist das Innere eher dem klassizistischen Barock verpflichtet. Über der Vierung erhebt sich eine auf einem achteckigen Tambour aufruhende Kuppel.
- Weitere Kirchen und Kapellen bereichern das Stadtbild.